# Naturreservatet Lagunas de La Mata och Torrevieja
De laguner La Mata och Torrevieja är ett naturreservat i provinsen Alicante, i Valencia, Spanien. Naturreservatet är 3 743 hektar och förklarades naturreservat den 27 januari 1989 av regeringen i Valencia. 

## Kommuner
- Guardamar del Segura
- Los Montesinos
- Rojales
- Torrevieja

## Topografi
Naturreservatet består av två sjöar som skiljs åt av en antiklinal. Sjöarna är sammanbundna med havet genom en kanal som gjordes för att kunna utnyttja saltet som har brutits där sedan 1300-talet.

## Klimat
Reservatet har ett Medelhavsklimat, har egenskaper som är typiska för sydöstra Iberiska halvön och har en nederbörd som är mindre än 300 mm per år.

## Flora

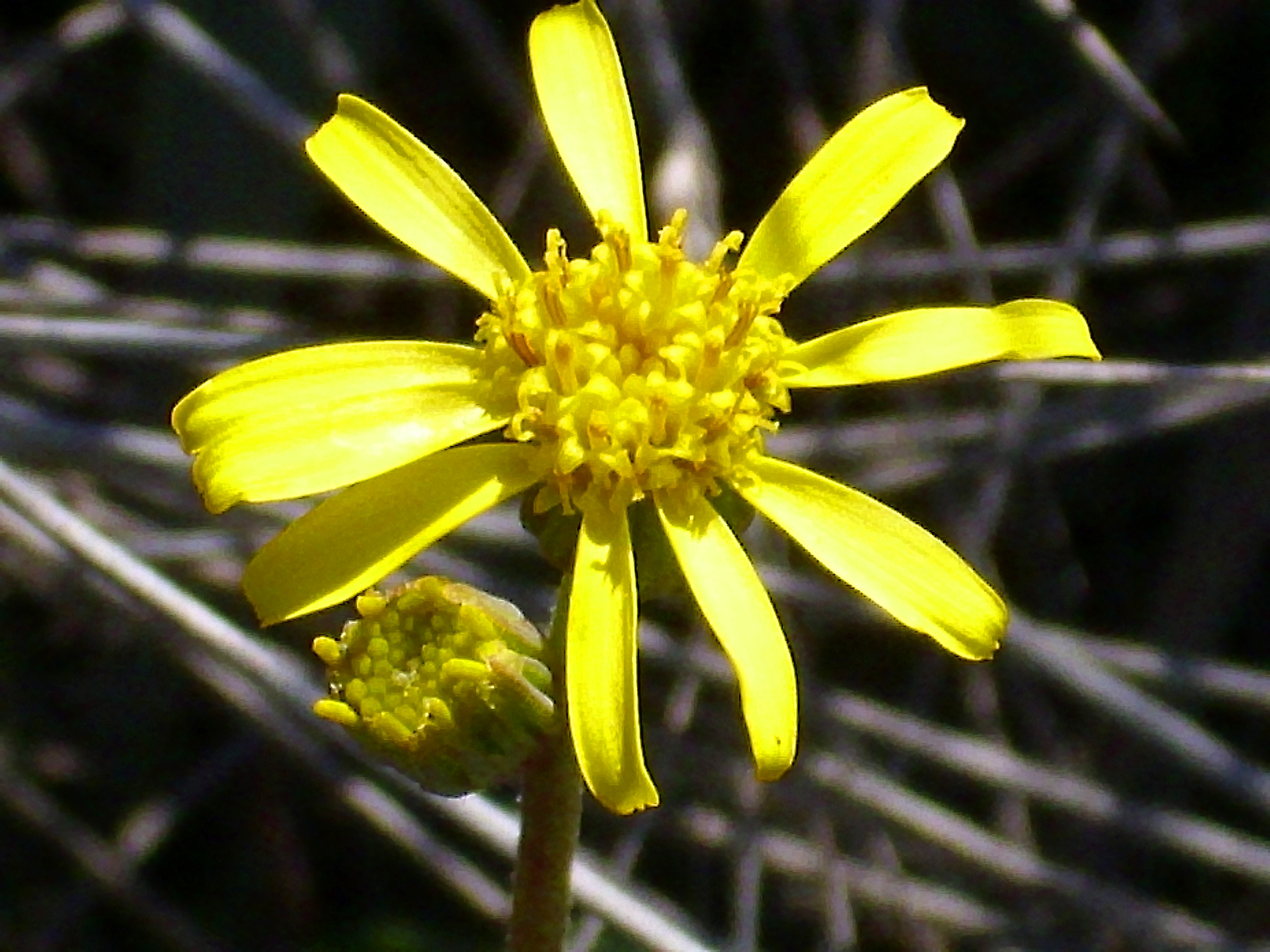
Korsörtssläktet (Senecio auricola).

Det finns i princip ingen växtlighet på grund av den höga höga salthalten. Några av de växter som dock finns är Arthrocnemum macrostachyum, Saltört, Glasört och arter ur Sodaörtssläktet. Även orkidéarten Orchis Collina finns.

## Djur
Det djur som drar mest uppmärksamhet är arter flamingo, när det är som mest kan det samlas närmare 2 000 exemplar under häckningstiden.
Svarthalsad dopping är en vanligt förekommande fågel och det finns upp till 3 000 stycken i och runt om sjöarna.
Andra arter som förekommer är Stylta, Gravand, Brun kärrhök, Skärfläcka, Småtärna och Storspov.
Det finns dock inga arter av artemia eller kräftdjur på grund av den höga salthalten.

## Vägar
Reservatet korsas av väg N-332.